# Atari TIA
| QS-Informatik | Dieser Artikel wurde wegen inhaltlicher Mängel auf der Qualitätssicherungsseite der Redaktion Informatik eingetragen. Dies geschieht, um die Qualität der Artikel aus dem Themengebiet Informatik auf ein akzeptables Niveau zu bringen. Hilf mit, die inhaltlichen Mängel dieses Artikels zu beseitigen, und beteilige dich an der Diskussion! (+) Begründung: Überarbeitung notwendig. Fließtext, Belege, sprachlich überarbeiten. Knurrikowski (Diskussion) 11:01, 11. Apr. 2016 (CEST) |

Der Television Interface Adaptor oder kurz  TIA ist ein elektronischer Spezialbaustein von Atari, Inc., der in der Spielekonsole Atari 2600 Verwendung findet.
Der Chip ist für Erstellung des Fernsehbildes und als Zugang für die Steuerung der Hardware und zur Darstellung der Spielgrafiken zuständig.
Damit der Chip besonders kostengünstig hergestellt werden konnte, hat der TIA kein Video-RAM zur Speicherung der Grafik, sondern erzeugt jede Bildzeile einzeln. Die Daten dazu kommen aus Registern für die Hintergrundfarbe, einigen Registern, die die Hälfte einer Zeile repräsentieren und ab der Bildschirmmitte entweder gespiegelt oder wiederholt dargestellt werden können sowie fünf speziellen Grafikobjekten:
- Zwei 8-Pixel Linien, welche die Sprites Spieler 1 und Spieler 2 darstellten. Diese Grafiken konnten immer nur in einer Farbe dargestellt werden und die Größe der Sprites konnte um den Faktor 2 oder 4 gedehnt werden.
- Einen Sprite „Ball“ – Eine Linie, die dieselbe Farbe wie das Spielfeld hatte. Dieser Sprite konnte einen, zwei, vier oder acht Pixel breit sein.
- Zwei Sprites „Missiles“ – Eine Linie, die dieselbe Farbe wie der Spieler hatte. Diese Sprites konnten einen, zwei, vier oder acht Pixel breit sein.

Weiterhin kann der TIA auch das Kollisionsverhalten der einzelnen Objekte auslesen und ausgeben. Die Register des TIA erlauben dem Programmierer, die Position der grafischen Objekte und deren Farbe zu definieren. Der TIA ist auch dafür verantwortlich, zwei Kanäle für Geräusche zur Verfügung zu stellen. Schließlich ist der TIA für die Eingabeabfrage zuständig: Er kann die Signale von digitalen Joysticks und analogen Paddles erkennen und verarbeiten.
Die Programmierung des TIA stellt sich als eine sehr schwierige Aufgabe dar. Die Beschränkungen des Prozessors konnten aus der Umsetzung gewisser Spielideen eine große Herausforderung machen. Heute werden diese Begrenzungen aber von etlichen Hobby-Programmierern, die weiterhin Spiele für den Atari 2600 entwickeln, als eine interessante Herausforderung betrachtet.
Atari erweiterte in den folgenden Jahren das Design des TIA für die Heimcomputer Atari 400 und Atari 800 mit dem Color Television Interface Adaptor.